# Служба сповіщення
Послуга сповіщення (англ. notification service) надає можливість надсилати повідомлення одночасно багатьом особам. Наприклад, якби була повінь, жителів громади можна було попередити, що пора евакуюватися. Якщо школу раптово закрили на день, учням або батькам можна було б сказати не приходити до школи, або сказати, щоб вони з’явилися в іншому місці. American Airlines може повідомити пасажирів мобільним телефоном за дві години до вильоту рейсу з інформацією про статус рейсу та номер виходу.
Коли служби сповіщення використовуються для екстреного сповіщення, їх часто називають службами масового сповіщення про надзвичайні ситуації (EMNS). Служби сповіщення та служби екстреного сповіщення можуть надавати широкий спектр опцій, включаючи:
- Сповіщення, що можуть надходити електронною поштою, телефоном, факсом, текстовими повідомленнями тощо.
- Ідентичні повідомлення можуть транслюватися або персоналізуватися.
- Обладнання послуг сповіщення може належати відправнику або постачальнику послуг.
- Повідомлення може або не вимагає відповіді.

## Зовнішні посилання
- Приклад системи масового повідомлення про надзвичайні ситуації, що використовується Університетом Міссурі
- Приклад веборієнтованого постачальника послуг сповіщення
- Служба простих сповіщень Amazon
- Постачальник Google Cloud Messaging
- Приклад системи масового повідомлення про надзвичайні ситуації, що використовується Рочестерським технологічним інститутом